# Колашинске долине
Колашинске долине је скијалиште на северу Црне Горе, удаљено 9  од града Колашина, на планини Бјеласици.

## Историја
Пројекат «Kolašin Valleys» осмислила је канадска компанија Ecosign 2011. године. Изградња је започела 2020, а одмаралиште је отворено почетком 2024.
Тренутно је у изградњи 12 хотела и 20 шалеа, од којих је један хотел већ у функцији. Прва фаза обухвата 4 хотела и 4 шалеа до краја 2024. Укупно је планирано 23 хотела и 73 шалеа.

## Опис
Одмаралиште Колашинска долина се састоји од два међусобно повезана планинска села - 1450 Nest и К16 Peak.
1450 Nest – село за активан одмор, забаву и ноћни живот. Овде се налази већина барова, ресторана и рекреативних садржаја.
K16 Peak – место за породичан одмор, шетње, јахање, пловидбу језером и велнес третмане.
K16 Peak је највиши скијашки центар у Црној Гори, смештен на 1.600  надморске висине, 150  више од 1450 Nest. Два села су повезана директним путем и ски лифтом.

## Инфраструктура
Укупна дужина стаза износи 50 , а до 2030. године планирано је проширење на 250 .
Врхови на 1.450  и 1.600  повезани су жичаром К-7, а највиша тачка ски стаза је 2.075 .
На 1.450  гради се јавни паркинг (50.000 ²) са 1.380 еста за аутомобиле и 20 за туристичке аутобусе. Хотели у одмаралишту имају сопствене подземне гараже.
Од 2024. туристима је на располагању Swissôtel Resort Kolasin са 116 соба у селу K16 Peak. Доступни су и спа центри, теретане, јога студији, ресторани, барови, клубови, бутици, галерије, као и простор за пешачење, јахање, пловидбу и разгледање природе.